# Doc Severinsen

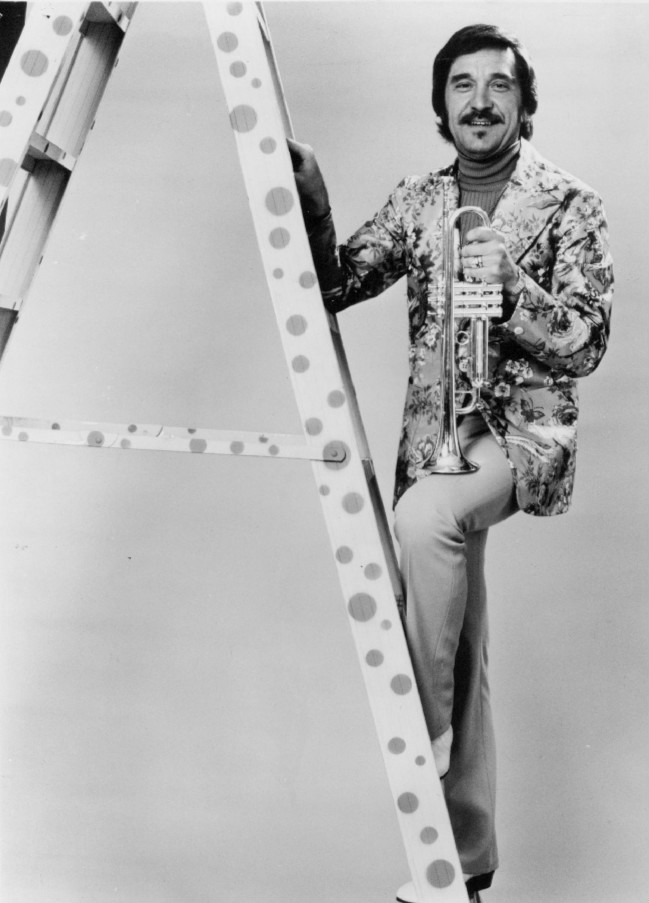
Severinsen in de Tonight Show (1974)

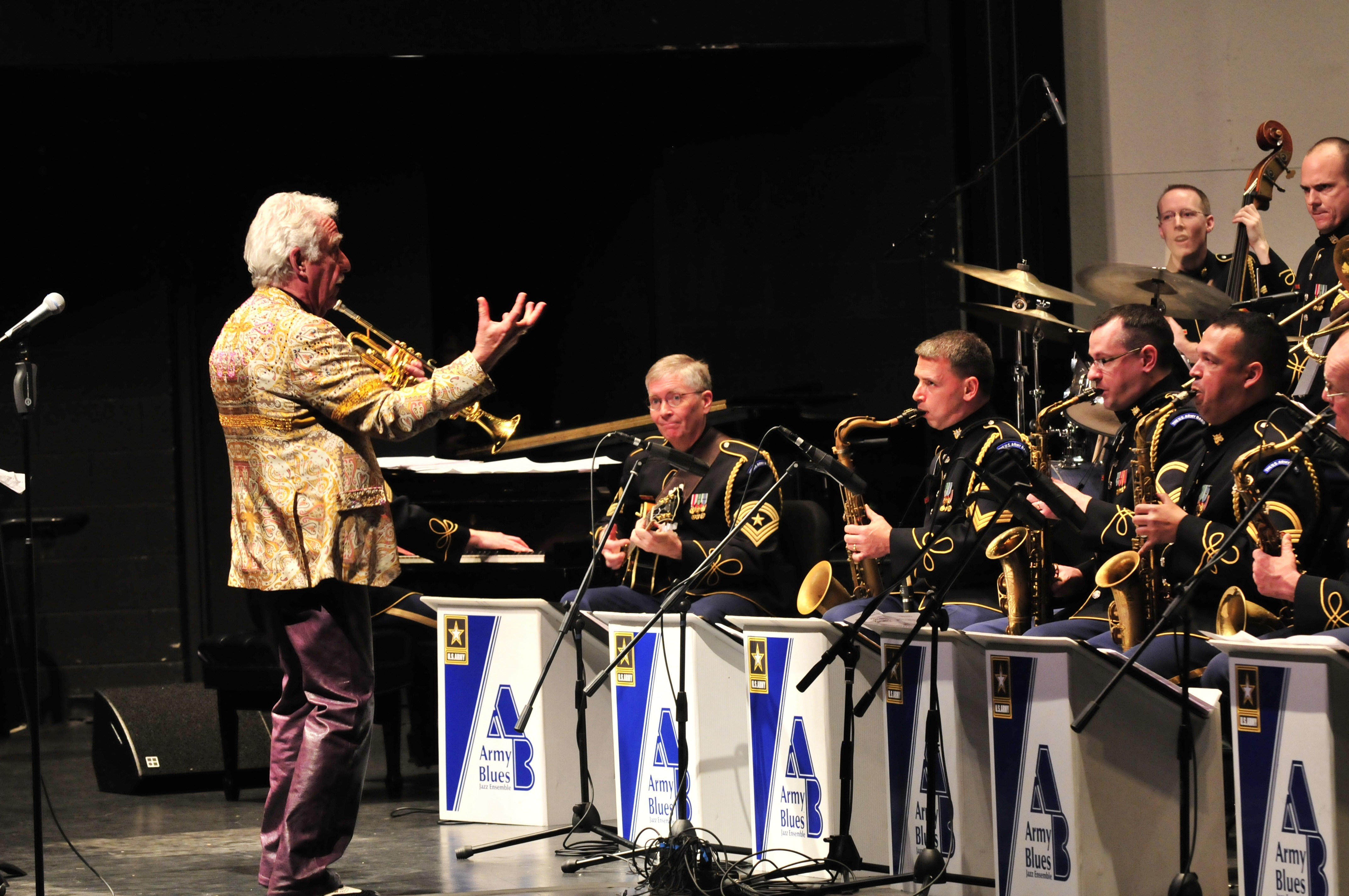
Severinsen als bandleider bij de United States Army Band (2012)

Carl Hilding "Doc" Severinsen (Arlington (Oregon), 7 juli 1927) is een Amerikaans trompettist en bandleider.
Op 12-jarige leeftijd won hij de Music Educators National Contest. Al tijdens zijn schooltijd speelde hij in het orkest van jazzpianist Ted Fiorito. Van 1945 tot 1952 speelde hij in de bands van Tommy Dorsey, Benny Goodman, Noro Morales en Charlie Barnet.
Sinds 1949 werkt hij voor de National Broadcasting Company (NBC). In 1962 werd hij lid van de Skitch Hendersons Band bij de The Tonight Show onder Steve Allen. Van 1967 tot 1992 was hij onder Johnny Carson zelf bandleider in de deze show. Andere bandleden waren destijds drummer Ed Shaughnessy, pianist Ross Tompkins, saxofonist Ernie Watts en trompettist Snooky Young. Buiten de Tonight Show trad hij met deze band op onder de naam Doc Severinsen and His Big Band. Hij werkte in dit verband samen met de Kenny Clarke/Francy Boland Big Band, de Gerry Mulligan Concert Jazz Band en het Thad Jones/Mel Lewis Orchestra. Hij maakte in totaal meer dan 30 albums en won in 1987 een Grammy Award als Best Jazz Instrumental Performance-Big Band.
Na de Tonight Show bleef hij bandleider en dirigeerde hij onder andere het eerste Pops-concert van het Milwaukee Symphony Orchestra, het Minnesota Orchestra en de Phoenix Symphony. Sinds 2001 is hij gastdocent (distinguished visiting professor of music) en voorzitter van de Katherine K. Herberger Heritage Chair for Visiting Artists aan de School of Music van de Arizona State University.

## Discografie
- 1960: A String of Trumpets (Everest) met Billy Mure
- 1961: Tempestuous Trumpet (Command)
- 1962: The Big Band's Back in Town (Command)
- 1963: Torch Songs for Trumpet (Command)[1]
- 1965: High – Wide & Wonderful (Command)
- 1966: Fever! (Command) (Pop No. 147)
- 1966: Live! The Doc Severinsen Sextet (Command)
- 1966: Command Performances (Command) (Pop No. 133)
- 1967: Swinging & Singing (Command)
- 1967: The New Sound of Today's Big Band (Command)
- 1968: The Great Arrival! (Command)
- 1968: Doc Severinsen & Strings (Command)
- 1970: Doc Severinsen's Closet (Command)
- 1970: The Best of Doc Severinsen (Command)
- 1971: Sixteen Great Performances (ABC)
- 1971: Brass Roots (RCA) (Pop No. 185)
- 1972: Brass on Ivory (RCA) (Pop No. 74) met Henry Mancini
- 1972: Doc (RCA)
- 1973: Brass, Ivory & Strings (RCA) (Pop No. 185) met Henry Mancini
- 1973: Rhapsody for Now! (RCA)
- 1973: Doc (Command/ABC)
- 1973: Trumpets & Crumpets & Things (ABC)
- 1976: Night Journey (Epic) (Pop No. 189)
- 1977: Brand New Thing (Epic)
- 1978: Live from Beautiful Downtown Burbank Tommy Newsom Featuring Doc Severinsen (Direct Disk Labs)
- 1978: Doc Severinsen and Friends (Everest)
- 1980: London Sessions (Firstline)
- 1980: Seductive Strings (Featuring Doc Severinsen) (Bainbridge) met George Siravo
- 1982: The Best of Doc Severinsen and His Orchestra (MCA)
- 1985: Doc Severinsen and Xebron (Passport)
- 1986: Episodes (Pro Arte)
- 1986: Ja–Da (MCA)
- 1986: The Tonight Show Band with Doc Severinsen (Amherst) (Pop No. 65)
- 1988: The Tonight Show Band with Doc Severinsen, Vol. II (Amherst)
- 1988: Facets (Amherst)
- 1989: The Big Band Hit Parade (Telarc)
- 1990: Trumpet Spectacular (Telarc)
- 1991: Once More...with Feeling! (Amherst) met The Tonight Show Band
- 1991: Merry Christmas from Doc Severinsen and The Tonight Show Orchestra (Amherst) (Pop No. 171)
- 1992: Unforgettably Doc (Telarc)
- 1992: Good Medicine (Bluebird/RCA)
- 1992: Lullabies and Goodnight (Critique)
- 1993: Two Sides of Doc Severinsen (The Right Stuff/EMI)
- 1997: The Very Best of Doc Severinsen (Amherst)
- 1999: Swingin' the Blues (Azica) met Barbara Morrison
- 2009: El Ritmo De La Vida (Tejate) met Gil Gutierrez and Pedro Cartas
- 2010: En Mi Corazon (Tejate) met Gil Gutierrez and Pedro Cartas

### Meegewerkt
- Met Louis Bellson: Let's Call It Swing (Verve, 1957)
- Met Bob Brookmeyer: Sunday and Other Bright Moments (Verve, 1961)
- Met Ruth Brown: Late Date with Ruth Brown (Atlantic, 1959)
- Met Stan Getz: Big Band Bossa Nova (Verve, 1962)
- Met Dizzy Gillespie: Perceptions (Verve, 1961)
- Met Skitch Henderson en "The Tonight Show" Orchestra: Skitch...Tonight! (Columbia, 1964) en More Skitch Tonight! (Columbia, 1965)
- Met Lena Horne: Stormy Weather (RCA, 1957)
- Met Milt Jackson: Big Bags (Riverside, 1962)
- Met Gene Krupa: Gene Krupa Plays Gerry Mulligan Arrangements (Verve, 1958)
- Met Mundell Lowe: Satan in High Heels (soundtrack) (Charlie Parker, 1961)
- Met Gary McFarland: The Jazz Version of "How to Succeed in Business without Really Trying" (Verve, 1962)
- Met Gerry Mulligan: Gerry Mulligan Presents a Concert in Jazz (Verve, 1961) en Gerry Mulligan '63 (Verve, 1963)
- Met Oliver Nelson: Impressions of Phaedra (United Artists Jazz, 1962)
- Met Anita O'Day: All the Sad Young Men (Verve, 1962)
- Met Henri Rene: Compulsion to Swing (RCA Victor, 1959)
- Met George Russell: New York, N.Y. (Decca, 1959)
- Met Kai Winding: Kai Olé (Verve, 1961)

- Bibliothèque nationale de France: cb13940303t (data)
- Gemeinsame Normdatei: 134698908
- International Standard Name Identifier: 0000 0000 7373 3513
- Library of Congress Control Number: no88003544
- MusicBrainz: 1b149d4f-7654-42bc-8af8-3669aa9bcf21
- Nationale Bibliotheek van Israël: 987007336568405171
- Nederlandse Thesaurus van Auteursnamen: 10066718X
- Virtual International Authority File: 26618945
- WorldCat: E39PBJvxtRjTgj4jPwYYGjmPQq